# Loxocera seyrigi
Loxocera seyrigi är en tvåvingeart som beskrevs av Verbeke 1956. Loxocera seyrigi ingår i släktet Loxocera och familjen rotflugor.
Artens utbredningsområde är Madagaskar. Inga underarter finns listade i Catalogue of Life.